# Descoleia terestrura
Descoleia terestrura är en tvåvingeart som beskrevs av Aczel 1956. Descoleia terestrura ingår i släktet Descoleia och familjen Pyrgotidae. Inga underarter finns listade i Catalogue of Life.